# James Best
James Best (Powderly, 26 de julho de 1926 — Hickory, 6 de abril de 2015) foi um ator estadunidense. É mais conhecido pelo seu papel cômico como o xerife Rosco P. Coltrane do seriado americano The Dukes of Hazzard, que foi ao ar entre 1979 e 1985 pela emissora americana CBS.